# Annette Sekrève
Annette Sekrève (Den Haag, 18 april 1972) is de echtgenote van prins Bernhard van Oranje-Nassau, Van Vollenhoven. Hoewel ze zelf formeel geen prinses is, wordt zij sinds haar huwelijk aangeduid met haar 'titre de courtoisie', namelijk Hare Hoogheid Annette prinses van Oranje-Nassau, van Vollenhoven-Sekrève, maar in het dagelijks gebruik wordt ze door de Nederlandse media kortweg "prinses Annette" genoemd.

## Jeugd en studie
Annette Sekrève werd geboren in Den Haag als de oudste van de drie dochters van Ulrich Sekrève en Jolanda de Haan. In 1974 verhuisde het gezin van Bleiswijk naar het Brabantse Oosterhout waar ze verder opgroeide en het basis- en voortgezet onderwijs volgde. In 1991 behaalde ze haar vwo-diploma aan het Sint-Oelbertgymnasium aldaar. Datzelfde jaar begon ze aan haar studie psychologie aan de Rijksuniversiteit te Groningen, waar ze in 1996 haar doctoraalexamen behaalde.

## Werkzaamheden
Na haar studie vervulde ze diverse functies. Van 2002 tot en met 2011 werkte ze in deeltijd als begeleidster in de gehandicaptenzorg bij de stichting AGO/Cordaan te Amsterdam. Daarnaast is ze lid van het Comité van Aanbeveling van de stichting "Art as Well" en van de Raad van Advies van stichting "Papageno".

## Huwelijk en gezin
Sekrève trouwde op 6 juli 2000 in de Spiegelzaal van het Paushuize te Utrecht met Bernhard van Oranje-Nassau, Van Vollenhoven. Het huwelijk werd op 8 juli ingezegend in de Dom van Utrecht. Voor hun huwelijk werd door de Koninkrijkswetgever toestemming verleend bij rijkswet van 31 mei 2000. Hierdoor bleef Bernhard deel uitmaken van de Nederlandse lijn voor troonopvolging. Bij Koninklijk Besluit van 5 juli 2000 werd besloten dat uit het huwelijk geboren kinderen de achternaam Van Vollenhoven zouden dragen. De kinderen van Annette en Bernhard bezitten geen adellijke titel.
Het echtpaar heeft drie kinderen:
- Isabella Lily Juliana (14 mei 2002)
- Samuel Bernhard Louis (Sam) (25 mei 2004)
- Benjamin Pieter Floris (12 maart 2008).

Annette leeft in betrekkelijke anonimiteit en treedt slechts sporadisch in de schijnwerpers bij nationale, koninklijke en familiale evenementen.